# Netelia subfusca
Netelia subfusca är en stekelart som först beskrevs av Cresson 1865.  Netelia subfusca ingår i släktet Netelia och familjen brokparasitsteklar. Inga underarter finns listade i Catalogue of Life.